# Simon & Schuster
Simon & Schuster, Inc. è una delle più grandi case editrici statunitensi, fondata a New York nel 1924 da Richard L. Simon e M. Lincoln ("Max") Schuster, che alle origini si è fatta conoscere per le sue edizioni di cruciverba.
Mentre era parte del gruppo Paramount Global, Simon & Schuster è stata il principale editore di libri collegati alle sue serie televisive e ai film, come Mission: Impossible, Star Trek e CSI - Scena del crimine.
Pubblica circa 2000 titoli all'anno nelle edizioni Simon & Schuster Charles Scribner's Sons, Atria, Touchstone, Threshold Editions, Gallery Books, Free Press, Pocket Books, Howard Books, Simon & Schuster Books for Young Readers, Atheneum Books for Young Readers, Simon Pulse, Aladdin, Little Simon e Simon Spotlight.

## Storia
Nel 1924, la zia di Richard Simon, appassionata di cruciverba, chiese se esistesse un libro di cruciverba del New York World, che all'epoca era molto popolare. Dopo aver scoperto che nessuno era stato pubblicato, Simon e Max Schuster decisero di lanciare una società per sfruttare l'opportunità.  A quel tempo, Simon era un venditore di pianoforti e Schuster era editore di una rivista di settore automobilistico. Misero insieme 8.000 dollari (equivalenti a 137.000 dollari di oggi) per avviare una società che pubblicasse cruciverba.
La nuova casa editrice utilizzò l'editoria "di moda" per pubblicare libri che sfruttassero le mode e le tendenze dell'epoca. Simon chiamò questa "pubblicazione pianificata". Invece di firmare autori con un manoscritto pianificato, elaborarono le proprie idee e poi assunsero scrittori per realizzarle.
Negli anni '30, l'editore si trasferì in quella che è stata definita "Publisher's Row" in Park Avenue a Manhattan, New York.
Nel 1939 fu una delle prime case editrici a pubblicare tascabili, con la collana Pocket Books. Nel 1944 fu venduta dai fondatori a Marshall Field, dal quale nel 1957 fu riacquistata da un gruppo che comprendeva oltre Simon e Schuster, Leon Shimkin e James M. Jacobson. Nel 1975 entrò a far parte del gruppo Gulf+Western. Nel 1984 la società cominciò una serie di acquisizioni, unendo più di 60 altre aziende, tra le quali Prentice Hall e Silver Burdett, finendo poi con l'includere nel 1994 la Macmillan Publishing Company.
Nel 1989 la Gulf+Western venne ristrutturata e divenne la Paramount Communications. Nel 1994 Paramount Communication venne acquistata da Viacom Inc.. Nel 2006 Viacom si divise in due società distinte e la Simon & Schuster passò in mano alla neonata CBS Corporation. Nel 2019, a seguito della fusione tra Viacom e CBS Corporation, la società diventò una sussidiaria di ViacomCBS (dal 2022 rinominata Paramount Global).
Il 7 agosto 2023 Paramount Global annunciò la vendita della casa editrice al fondo di investimenti privati KKR per 1,62 miliardi di dollari. La vendita fu completata il 30 ottobre 2023.

## Autori
Tra gli autori più venduti Stephen Ambrose, Holly Black, Antonia Susan Byatt, Jimmy Carter, Cassandra Clare, Mary Higgins Clark, Hillary Clinton, Jackie Collins, Joan Collins, Hilary Duff, Bob Dylan, Janet Evanovich, Becca Fitzpatrick, Mark Gatiss, Walter Isaacson, Malalai Joya, Kesha, Ursula K. Le Guin, Pervez Musharraf, Audrey Niffenegger, Gilda Radner, Richard Rhodes, Robert Lawrence Stine, Taboo, Lauren Weisberger e Bob Woodward.
Nel 2005 ha pubblicato il controverso libro per ragazzi E con Tango siamo in tre. La casa è celebre anche per la pubblicazione della biografia su Steve Jobs.